# 94
94 (XCIV) var ett normalår som började en onsdag i den julianska kalendern.

## Händelser

### Okänt datum
- Kejsar Domitianus återuppbygger den eldhärjade Curia Iulia (den romerska senatens mötesplats), som brann ner 64 vid Roms brand.
- Domitianus förvisar filosofer från Rom.
- Den romerske poeten Statius drar sig tillbaka till Neapel från Rom.
- Den kinesiske generalen Ban Chao avslutar sin erövring av Tarimsänkan genom att ta Yanqi.

## Födda
- An Handi, kinesisk kejsare